# 비바 테크놀로지
비바 테크놀로지(Viva Technology) 또는 비바테크(VivaTech)는 프랑스 파리에서 열리는 혁신 및 스타트업 전용 연례 기술 콘퍼런스이다. 비바테크는 2016년에 퍼블리시스 그룹과 레제코 그룹에 의해 설립되었다. 비바테크의 첫 이틀은 스타트업, 투자자, 경영진, 학생, 학자를 위한 것이며, 셋째 날에는 일반 대중에게 공개된다.

## 2016
비바테크의 첫 해는 2016년 6월 30일부터 7월 2일까지 파리에서 열렸으며, 5,000개의 스타트업을 포함하여 45,000명의 방문객이 모였다.

## 2017
2017년 비바테크는 6월 14일부터 16일까지 파리의 파리 엑스포 포르트 드 베르사유에서 개최되었다. 6,000개의 스타트업, 1,400명의 투자자, 1,500명의 언론인이 참석했다. 프랑스 대통령 에마뉘엘 마크롱이 기조연설을 하고 혁신을 위한 100억 유로 기금 조성과 해외 기업가를 위한 프랑스 기술 비자 도입을 발표했다.
1,000개의 스타트업이 기업 그룹(아코르호텔, 에어 프랑스, KLM, 에어버스, BNP 파리바, 라 포스트, 시스코 시스템즈, 엔지 (기업), 까르푸, LVMH, 파리 교통공단, 프랑스 국유 철도, 소덱소, 사노피, 오랑주, TF1, Talan, Pari mutuel urbain, 빈치 (기업), 발레오)이 후원하는 20개의 오픈 이노베이션 "랩"에 전시되었다.
에릭 슈밋, 장용, 존 콜리슨을 포함한 연사들도 참석했다.

## 2018
2018년 비바테크는 5월 24일부터 26일까지 파리에서 열렸다. 10만 명 이상의 방문객과 마크 저커버그, 사티아 나델라, 다라 코스로샤히, 버지니아 로메티, 척 로빈스, 빌 맥더모트를 포함한 300명 이상의 연사가 세 번째 행사에 참석했다.
프랑스 대통령 에마뉘엘 마크롱은 2018년 비바테크에 다시 참석하여 프랑스 정부가 아프리카 스타트업에 투자하기 위한 9억 유로 프로그램을 시작할 것이라고 발표했다.
테크크런치 및 스타트업 배틀필드와 파트너십을 맺었고, 스타트업을 위한 이 대회에서 우승자들은 2018년 9월 샌프란시스코에서 열린 스타트업 배틀필드 결승전에 참가했다.

## 2019
2019년 네 번째 행사는 긍정적 혁신("선한 기술") 경향과 전문가를 위한 5월 16일과 17일, 일반 대중을 위한 5월 18일에 파리 엑스포 포르트 드 베르사유에 124,000명의 방문객이 참석한 것이 특징이었다.
약 13,000개의 스타트업이 참여했으며, 알리바바 그룹의 마윈, 쥐스탱 트뤼도, 올림픽 메달리스트 우사인 볼트, 미국 항공 우주국의 홀리 라이딩스, 화웨이의 켄 후, 삼성그룹의 영 손, 존 케리, 마르그레테 베스타게르 등 전 세계 450명의 저명인사들이 참석했다.

## 2021
2021년 다섯 번째 행사는 6월 16, 17, 18일에 파리 엑스포 포르트 드 베르사유 및 온라인에서 기술을 통한 긍정적 변화의 경향이 특징이었다.
애플의 팀 쿡, 매직 리프의 페기 존슨, 줌의 에릭 유안, 페이스북의 마크 저커버그, CNN의 멜리사 벨, 에마뉘엘 마크롱, 피온 페레이라 등 전 세계의 저명인사들이 참석했다.

## 2022
2022년 6월, 여섯 번째 비바테크 행사에는 91,000명의 방문객이 기록되었는데, 이는 코로나19 이전 수치보다는 낮은 참석률이다.

## 2023
2023년 6월, 일곱 번째 비바테크 행사에는 테슬라, 스페이스X, 트위터의 수장인 일론 머스크와 메타 AI 부서의 수석 과학자 얀 르쿤 등 세계 기술 분야의 거물들이 참석할 것으로 예상된다. 프랑스 대통령 에마뉘엘 마크롱도 다시 참석한다. LVMH의 회장 베르나르 아르노, 페이팔의 회장 댄 슐먼, 오랑주의 총괄 관리자 크리스텔 하이데만 등이 연사로 나선다.
이 행사는 전체 기간 동안 150,000명 이상의 방문객을 유치하여 이전 행사보다 거의 60,000명 더 많은 기록을 세웠다. 따라서 2023년 비바테크 방문객 수는 매년 라스베이거스에서 개최되는 신기술 분야의 벤치마크 전시회인 CES의 방문객 수를 넘어섰다.

## 2024
여덟 번째 비바테크 행사는 5월 22일부터 25일까지 파리 엑스포 포르트 드 베르사유에서 열렸으며, 4일 동안 160개 이상의 국적에서 165,000명 이상의 방문객을 유치하여 또 다른 참석 기록을 세웠다. 일론 머스크는 비바테크에 가상으로 참석하여 개인적인 비전과 그의 회사들이 인공지능 분야에서 이룬 진보에 대해 공유했는데, 이는 많은 논쟁의 대상이 되었다. 일본이 올해의 국가로 선정되었다.